# Jan Ziemianin
Jan Ziemianin (Mszana Dolna, 19 maggio 1962) è un allenatore di biathlon ed ex biatleta polacco.
È fratello di Wiesław, a sua volta biatleta di alto livello.

## Biografia

### Carriera sciistica
In Coppa del Mondo ottenne il primo risultato di rilievo l'8 gennaio 1987 a Borovec (29°) e il miglior piazzamento il 10 gennaio 1999 a Oberhof (7°).
In carriera prese parte a tre edizioni dei Giochi olimpici invernali, Albertville 1992 (29° nella sprint, 32° nell'individuale, 9° nella staffetta), Lillehammer 1994 (27° nella sprint, 39° nell'individuale, 8° nella staffetta) e Nagano 1998 (5° nella staffetta), e a sette dei Campionati mondiali, vincendo una medaglia.

### Carriera da allenatore
Dopo il ritiro è diventato allenatore dei biatleti nei quadri della nazionale polacca.

## Palmarès

### Mondiali
- 1 medaglie:
  - 1 bronzo (gara a squadre[3] a Osrblie 1997)